# Pietro Cattani
Pietro Cattani, o Pietro di Cattanio o di Cattaneo (in latino Petrus Cattanii) (Assisi, 1180 circa – Assisi, 10 marzo 1221), fu con Bernardo di Quintavalle tra i primissimi compagni di Francesco d'Assisi.

## Biografia
Pietro Cattani apparteneva alla nobile famiglia Cattani di Assisi. Studiò e divenne un giurista. La sua data di nascita non è nota, ma era probabilmente coetaneo di Francesco o solo un po' più anziano.
Nello Speculum perfectionis (scritta però intorno al 1318) è scritto che era un canonico del capitolo della Cattedrale di San Rufino in Assisi.
Con Bernardo di Quintavalle si unì a Francesco il 16 aprile 1208: entrambi diedero via tutti i loro beni ai poveri imitando Francesco. Una settimana dopo si unì ai quattro fratelli anche Egidio, un contadino di Assisi. I fraticelli predicarono il pentimento e la conversione e negli anni seguenti furono raggiunti da altri uomini.
Frate Pietro è stato anche tra i dodici fratelli che si recarono a Roma nel 1209 per ottenere l'approvazione verbale della loro Regola da parte di Papa Innocenzo III.
Pietro Cattani è stato con Francesco nel 1219-1220 in Oriente nella famosa predica davanti al sultano (altre fonti, tuttavia menzionano frate Illuminato di Arce come un compagno).
Nell'autunno del 1220, ritornato in Italia, san Francesco pose definitivamente nelle mani di Pietro Cattani la direzione dell'Ordine francescano. Nell'elenco ufficiale, tuttavia, Pietro Cattani non viene conteggiato come ministro generale, il conteggio parte solo dopo la morte di Francesco.
Pietro morì il 10 marzo 1221 e fu sepolto nella chiesa della Porziuncola. La sua lapide è inserita nella parete sud esterna della chiesa: l'iscrizione è ancora leggibile.
La leggenda vuole che siano accaduti dopo la sua morte dei miracoli, che attirarono molti pellegrini alla Porziuncola; in ogni caso Pietro non è mai stato canonizzato.
| Controllo di autorità | VIAF (EN) 304918479 · ISNI (EN) 0000 0004 1643 5869 |